# Top I Vision
Top I Vision Ltd. — израильская компания, специализирующаяся в разработке и производстве военных и коммерческих  летательных аппаратов (БПЛА) - самолётов и аэростатов, и вспомогательных систем.
Компания была создана в 1996 году. Первоначально специализировалась на рынке телевещания с аэростатов.
Штаб-квартира компании находится в мошаве Ринатия (Центральный округ Израиля).

## Продукция
Тактические беспилотные самолёты
- Casper 250[3][4]
- Casper 420[5]
- Casper 650[6]
- Casper 800[7]

Беспилотный аэростат T.A.S
Мини-боезаряды
Наземная станция управления (GCS)